# Gabelkreuz Schöppingen

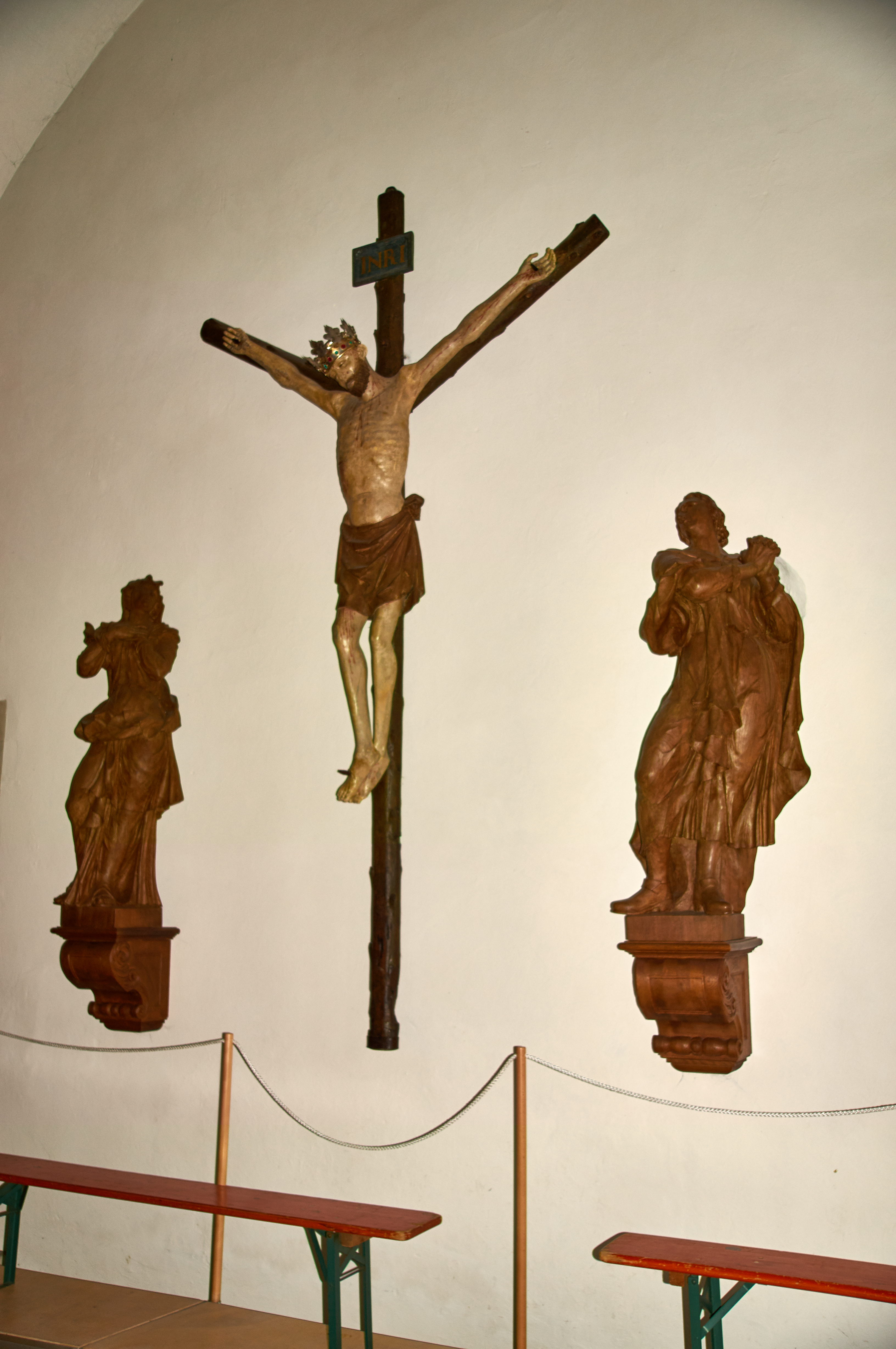
Kreuzigungsgruppe mit Gabelkreuz

Das Gabelkreuz Schöppingen ist ein Gabelkruzifix in Schöppingen, Kreis Borken, Nordrhein-Westfalen, und stammt aus der zweiten Hälfte des 15. Jahrhunderts. Es hängt an der Ostwand des nördlichen Seitenschiffes der St.-Brictius-Kirche. Die flankierenden Barockfiguren von 1788 wurden als Ergänzungen zu dem Kreuz geschaffen.

## Beschreibung
Das Kruzifix besteht in Gänze aus Eichenholz. Das Kreuz hat eine Höhe von 375 cm und eine Breite von 209 cm. Der Korpus selbst ist 195 cm groß bei einer Armspannweite von 168 cm. Auf Kreuzstamm und -balken sind knospenartige Astansätze modelliert in Anspielung auf die für Gabelkreuze charakteristische Lebensbaumsymbolik. Am oberen Ende des Stammes befindet sich eine Öse, die ihrer Machart nach geeignet ist, das Kreuz mittels Seil damit zu bewegen. Der Korpus zeigt deutliche Wundmale, stellt Christus aber als bereits „erlöst von seinen Qualen“ dar. Die Arme liegen auf den Balken auf. Das Haupt war ursprünglich mit Haarimitat und echter Dornenkrone ausgestattet, die jetzige echte Dornenkrone stammt aus jüngster Zeit. Im Hinterhaupt befindet sich ein Partikel des heiligen Kreuzes. Die heutige Fassung ist die ursprüngliche und zeigt natürlich verlaufende, bläuliche Adern auf blasser Haut (Inkarnat) während Stamm und Balken ursprünglich grün gefasst waren. Der Eindruck von deren heutiger Fassung ist jedoch ein bräunlicher Farbton. Das Lendentuch wurde vergoldet, erscheint jedoch bräunlich.

## Geschichte
Das Gabelkreuz wurde um 1455/1470 geschaffen und ersetzte einen beim Brand der Kirche 1453 zerstörten Vorgänger. Bei diesem soll es sich um ein romanisches Kruzifix gehandelt haben ähnlich denen von Heek und Metelen. Eine mittelalterliche Kreuztracht soll auf die Christianisierung Schöppingens im Jahr 785 zurückzuführen sein. Sie fand am Sonntag vor Christi Himmelfahrt statt, führte um das gesamte Gemeindegebiet, dauerte 10 bis 12 Stunden und wurde 1707 verkürzt. Nach Verbot der Kreuztracht 1830 wurde diese mit der bis dato durch die Stadt gehenden Fronleichnamsprozession vereint und nun als Sakramentsprozession mit dem Gabelkreuz auf dem Weg der Kreuztracht durchgeführt. Der Weg der Prozession wurde 1845 erneut verkürzt. Das Kreuz wurde auch bei der Hagelfeierprozession 10 Tage nach Fronleichnam mitgetragen. Das Mitführen des Kreuzes bei Prozessionen auf einem Traggestell endete 1960. Auf historischen Fotografien ist noch eine Kette mit Votivgaben am Kreuz erkennbar.

## Restaurierung
Eine Restaurierung 1967/68 zeigte partiellen Anobienbefall. Die blätternden Fassungen wurden gesichert (dokumentiert?) und die zu 7 % erhaltene Urfassung freigelegt. Die Urfassung wurde nachweislich bei Erstellung des Gabelkreuzes im 15. Jhdt. erst dann gefertigt, nachdem der Korpus auf das Kreuz montiert wurde. Wachskittungen wurden retuschiert. Die geschädigten Holzteile wurden gefestigt, die Arme repariert und neu angesetzt. Die Mehrzahl der Finger wurde ergänzt, ältere Ergänzungen der Zehen hat man nicht verändert.